# Scipione Cobelluzzi
Scipione Cobelluzzi (Viterbo, 1564 - Roma, 29 de junho de 1626) foi um cardeal do século XVII.

## Biografia
Nasceu em Viterbo, muito provavelmente em 1564. Seu pai era farmacêutico e tornou-se conservador de Roma no dia em que nasceu seu filho Scipione. Outros cardeais membros de sua família foram Girolamo Bernerio, OP (1586); Francesco Cennini de' Salamandri (1621); e Desiderio Scaglia, OP (1621). Seu sobrenome também está listado como Cobelluzzio.
Estudou no Jesuit Collegio Nardini, Roma; enquanto mais tarde teve como professor particular de grego o jovem Nicolò Alemanni, futuro escriturário da Biblioteca do Vaticano; e também estudou no Archgymnasium de Roma. Obteve o doutorado in utroque iure, direito canônico e civil.
Entrou no estado eclesiástico. Ensinou Direito no Arquiginásio de Roma no final do século XVI. Ele fez a oração da Quarta-feira de Cinzas na presença do Papa Clemente VIII antes de 1600. Entrou ao serviço de Alessandro Gloriero, presidente da Annona , como auditor. Mais tarde, entrou ao serviço do Cardeal Girolamo Bernerio, OP, também como auditor. Em 1611, com a morte do monsenhor Marcelo Vestri, secretário dos Breves Apostólicos, os cardeais Pompeio Arrigoni e Odoardo Farnese obtiveram para ele esse cargo; onde permaneceu até 1623. Pouco depois, foi nomeado abreviador da Cúria Romana. Em 7 de março de 1615, o papa o nomeou guardião do Arquivo do Castel Sant'Angelo. secretária domésticaet familiaris e continuo commensalis do Papa Paulo V. Notário da Sé Apostólica.
Criado cardeal sacerdote no consistório de 19 de setembro de 1616; recebeu o chapéu vermelho em 24 de setembro de 1616; e o título de S. Susanna em 17 de outubro de 1616. Membro da SC de Bispos e Regulares. Protetor da cidade de Viterbo em 1616. Foi considerado patrono dos letrados e homem de cultura. Bibliotecário e arquivista da Santa Igreja Romana, 17 de fevereiro de 1618 até sua morte; ele adquiriu a Bibliotheca Palatina em Heidelberg, uma doação do duque Maximiliano I da Baviera. Participou do conclave de 1621, que elegeu o Papa Gregório XV. Membro do SS.CC. do Santo Ofício e da Propaganda Fide (estabelecido em 6 de janeiro de 1622). Ele também foi um dos seis cardeais que compuseram a comissão criada para se pronunciar sobre o pedido de dispensa do casamento do príncipe de Gales, futuro rei Carlos I da Inglaterra e da infanta Maria da Espanha; a comissão instou o papa em abril de 1623 a permitir o casamento. Participou do conclave de 1623, que elegeu o Papa Urbano VIII. Em abril de 1624, ele foi um dos cardeais que deu as boas-vindas a Galileu Galilei em sua chegada a Roma. Depois de deixar o cargo de secretário de Brief, ele não era consultado com frequência. Decidiu embarcar numa piedosa peregrinação, indo visitar o mosteiro de Monte Cassino e o Santuário de Loreto. Enquanto viajava, uma afecção cancerosa se manifestou em um braço e ele voltou a Roma, onde os médicos o aconselharam a amputar o braço. Tendo se recusado a ser operado de acordo com alguns, ou apoiando heroicamente a operação de acordo com outros, ele morreu em Roma.
Morreu em Roma em 29 de junho de 1626. Enterrado em seu título, S. Susanna.